# 美江寺
美江寺（みえじ）は、岐阜県岐阜市美江寺町にある天台宗の寺院である。山号は大日山。院号は観昌院。通称「美江寺観音」。正式名称より通称で呼ばれることが多い。本尊は十一面観音。
美濃三十三観音霊場第十八番札所。岐阜観音霊場第三番札所。東海白寿三十三観音第三十一番札所。

## 沿革
『新撰美濃志』の伝えるところによれば、717年（養老元年・霊亀3年）、元正天皇勅願により、伊賀国名張郡の伊賀寺（坐光寺）【名張市の夏目廃寺】の十一面観音を美濃国に移したのが当寺の起源であるという。この十一面観音を本尊として、719年（養老3年）、美濃国本巣郡十六条（後の美江寺村、現瑞穂市美江寺）に美江寺が創建され、開山は勤操（ごんそう、東大寺別当）であったという。移建は揖斐川、長良川の氾濫から住民を救済するためとされる。723年（養老7年）に七堂伽藍が完成し、善無畏三蔵を導師として落慶供養が行われた。
寺号の由来は、川の氾濫が収まり、荒れ果てていた川床も見事な清流となったため、美しい長江の意味からという。
その後、中世までの沿革は判然としないが、土岐氏の帰依を受け、1506年（永正3年）、土岐成頼が伽藍を修造したという。現在地に移転したのは1549年（天文8年）、斎藤道三の稲葉山城の築城時ともいい、織田信長が移転させたという説もある。稲葉山城の南西に位置し、裏鬼門を守護するという。『美江寺観音縁起』にいわく、天文10年斎藤道三が岐阜城を築いたとき、城下の繁栄を願い現在地に移されたという。門前には12坊が立ち並んでいたという。江戸時代には、遊女屋や見世物、相撲、芝居などで賑わいを見せた。
1871年（明治4年）、政府による寺領上知令により寺領を失う。1945年（昭和20年）7月には、岐阜空襲により伽藍を焼失。その後、1952年（昭和27年）に阿弥陀堂（仮本堂）が再建され、1955年（昭和30年）に本堂、1986年（昭和61年）に仁王門がそれぞれ再建されている。

## 文化財

### 重要文化財
- 乾漆十一面観音立像  像高176.6 cm。奈良時代の作。近畿地方以外には珍しい脱活乾漆造（麻布を漆で貼り固めて造形した張り子状の像）の仏像であり、技法、作風等から制作は奈良時代・8世紀にさかのぼると推定される。

### 岐阜市指定文化財
- 木造十一面観音立像[1]

- 木造菩薩坐像[1]

- 猩々（しょうじょう）面[1]

- 木造獅子頭

ヒノキ製で高さ約29 cm、長さ約36 cm、幅約36 cm
鎌倉時代（2015/12/1指定）
- 木造不動明王半跏（はんか）像

ヒノキ製で高さ約2,836 cm
鎌倉時代 （2015/12/1指定）

## 所在地
- 岐阜県岐阜市美江寺町2-3

## 行事
- 美江寺まつり（別名: けんかまつり、蚕まつり） - 毎年3月第1日曜日に行われる。山車（だし）の上から猩々面（しょうじょうめん）を被った男が杓子を群集に投げつけ、杓子の底の抜け具合で吉兆を占う。現在は行われていない。
- 節分星まつり - 毎年2月3日
- 本尊ご開帳 - 毎年4月18日
- 岐阜空襲慰霊祭 - 毎年7月9日
- 大護摩 - 毎年10月
- 除夜の鐘 - 大晦日

## 交通アクセス
岐阜バス「美江寺町」バス停、または「市民会館・裁判所前」バス停が最寄である。
- JR岐阜駅バスターミナル、名鉄岐阜のりばより、「御望野」、「宝珠ハイツ」、「岩戸公園」、「旦ノ島」行きや長良線などを利用。

## その他
瑞穂市美江寺の地名の由来は、かつて美江寺があった名残である。現在もこの地には美江寺観音がある。これは1567年（永禄10年）、織田信長の命で建立されたものである。瑞穂市の美江寺観音に毎年3月第1日曜日にお蚕祭りがあり、岐阜市の美江寺の美江寺祭りと良く似た祭りが行なわれている。

## ギャラリー

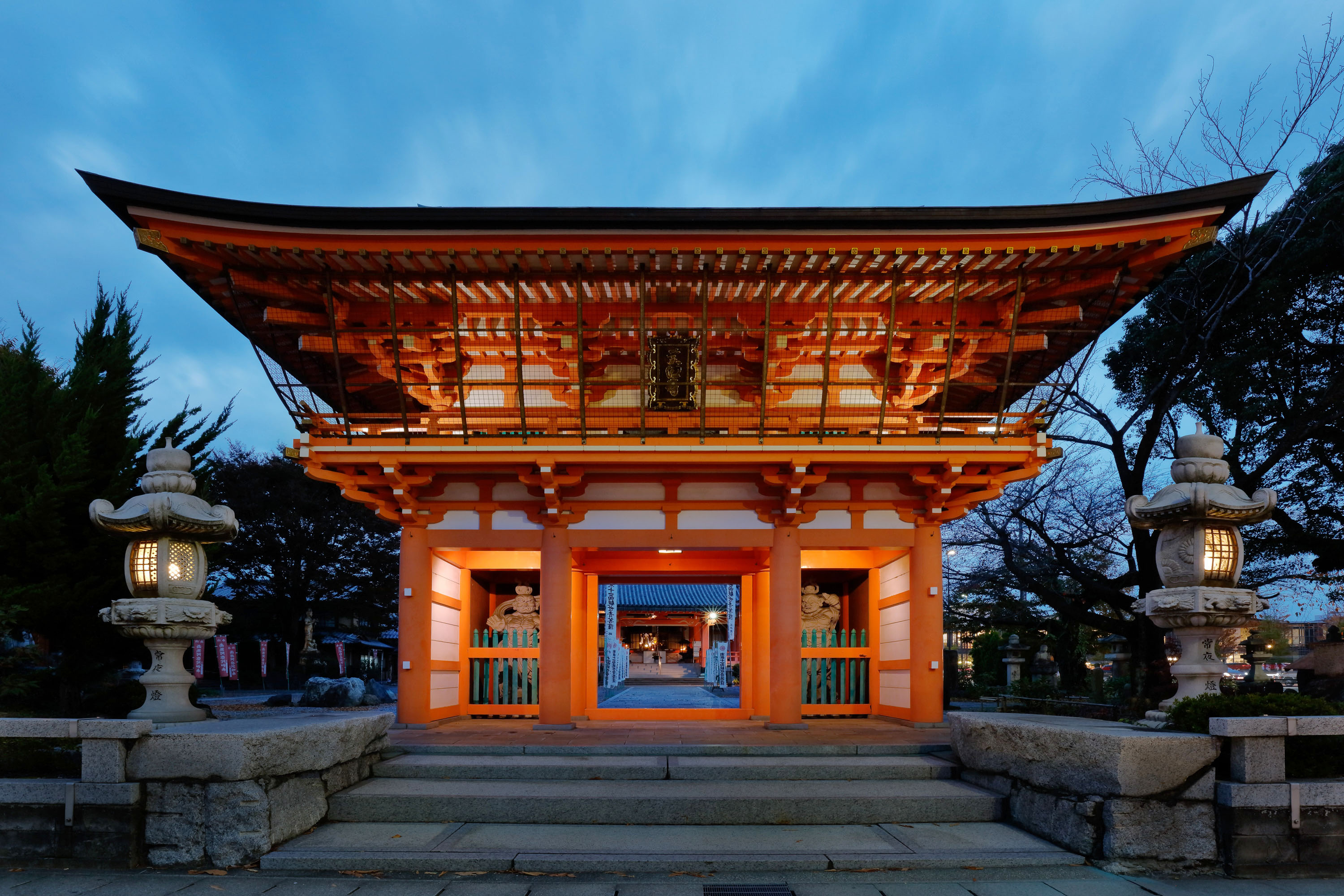
仁王門
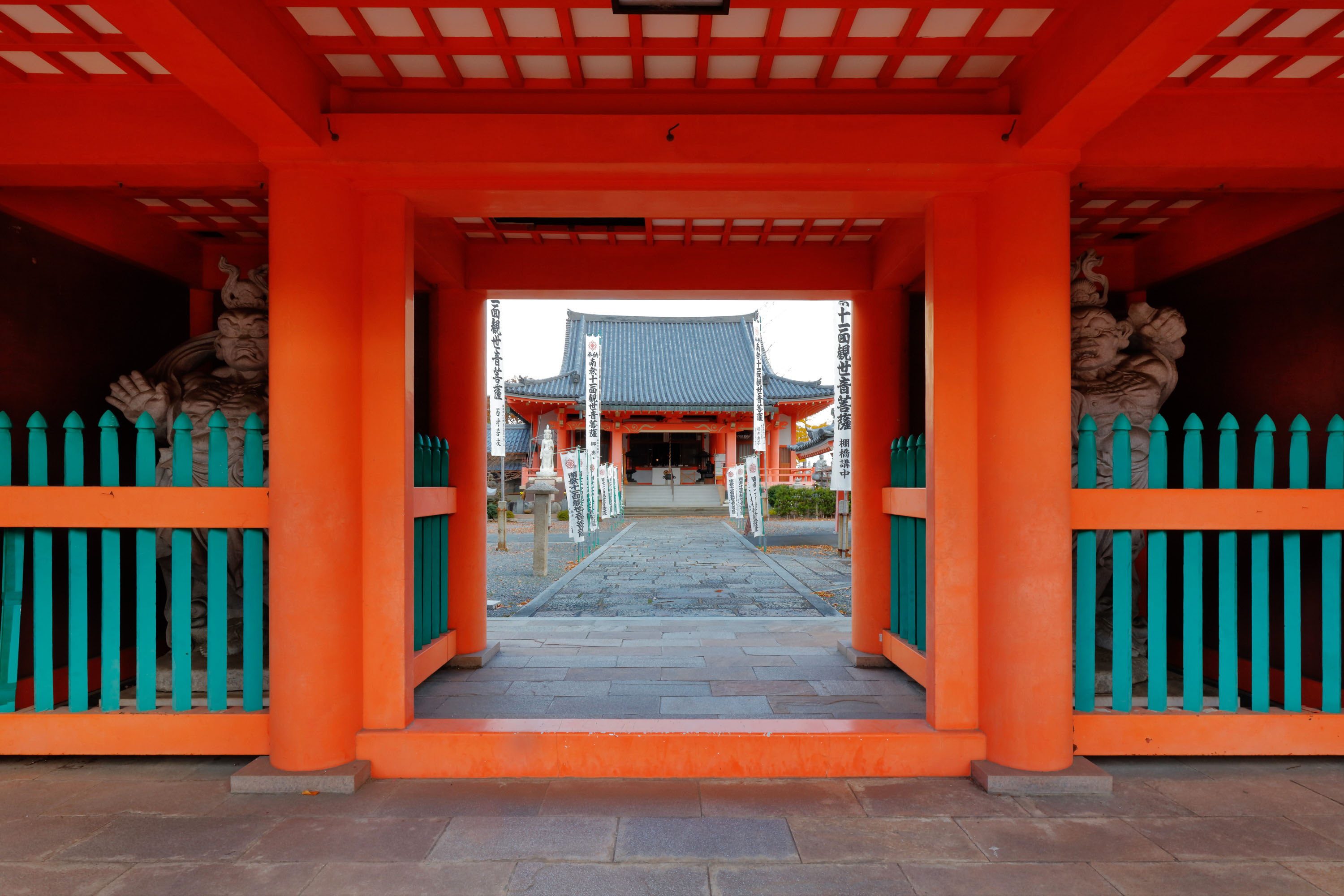
仁王門より本堂を望む
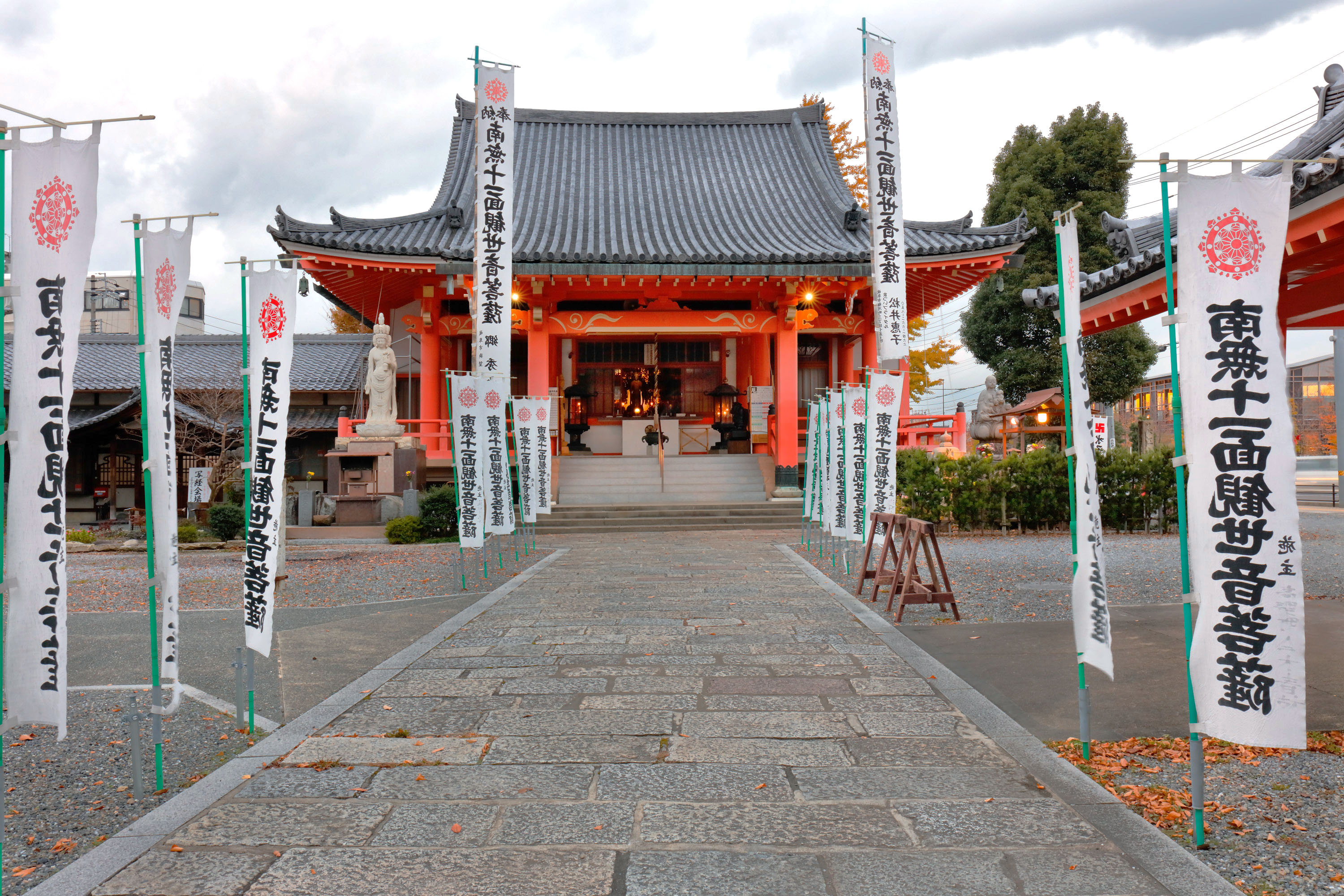
本堂
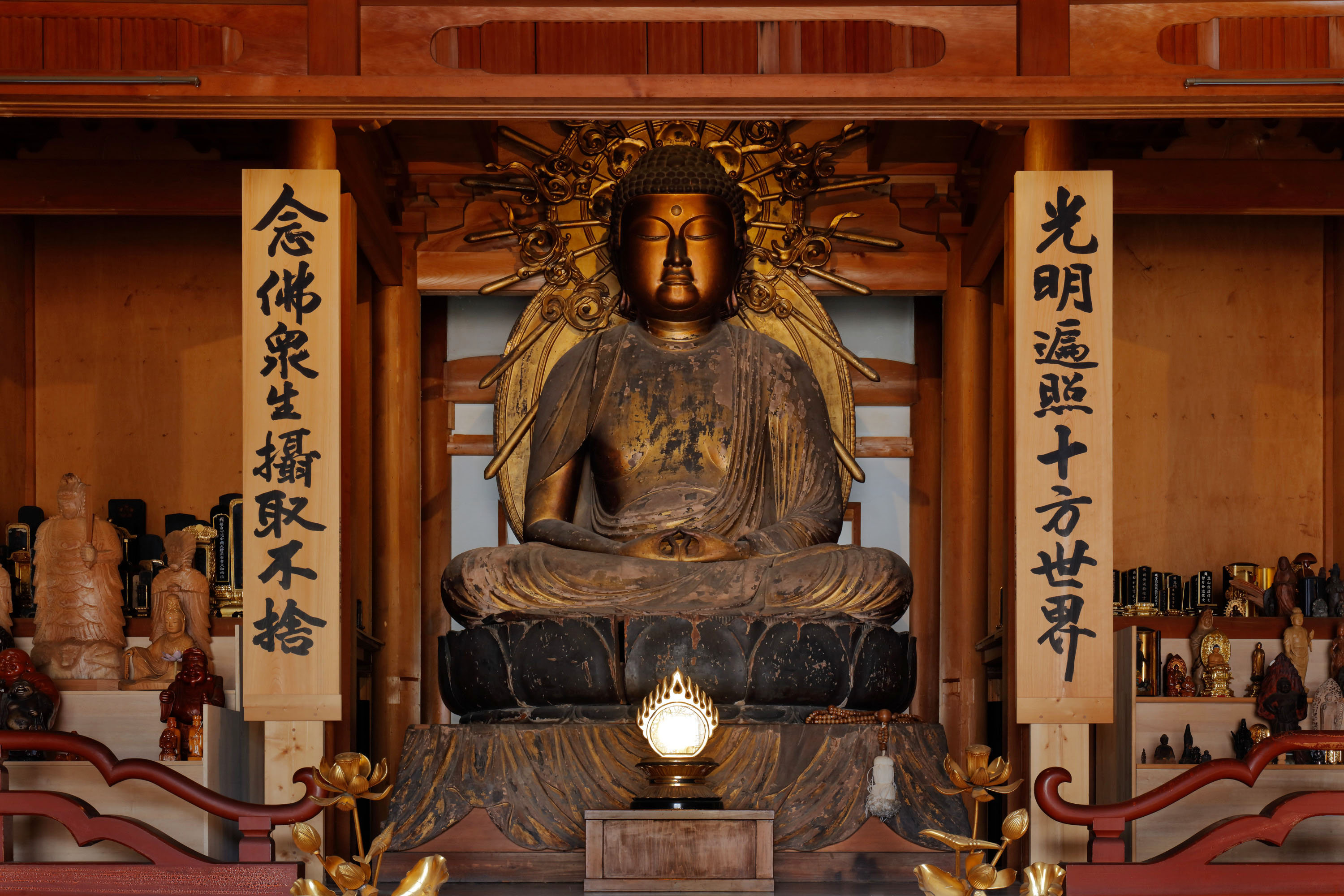
阿弥陀堂-阿弥陀
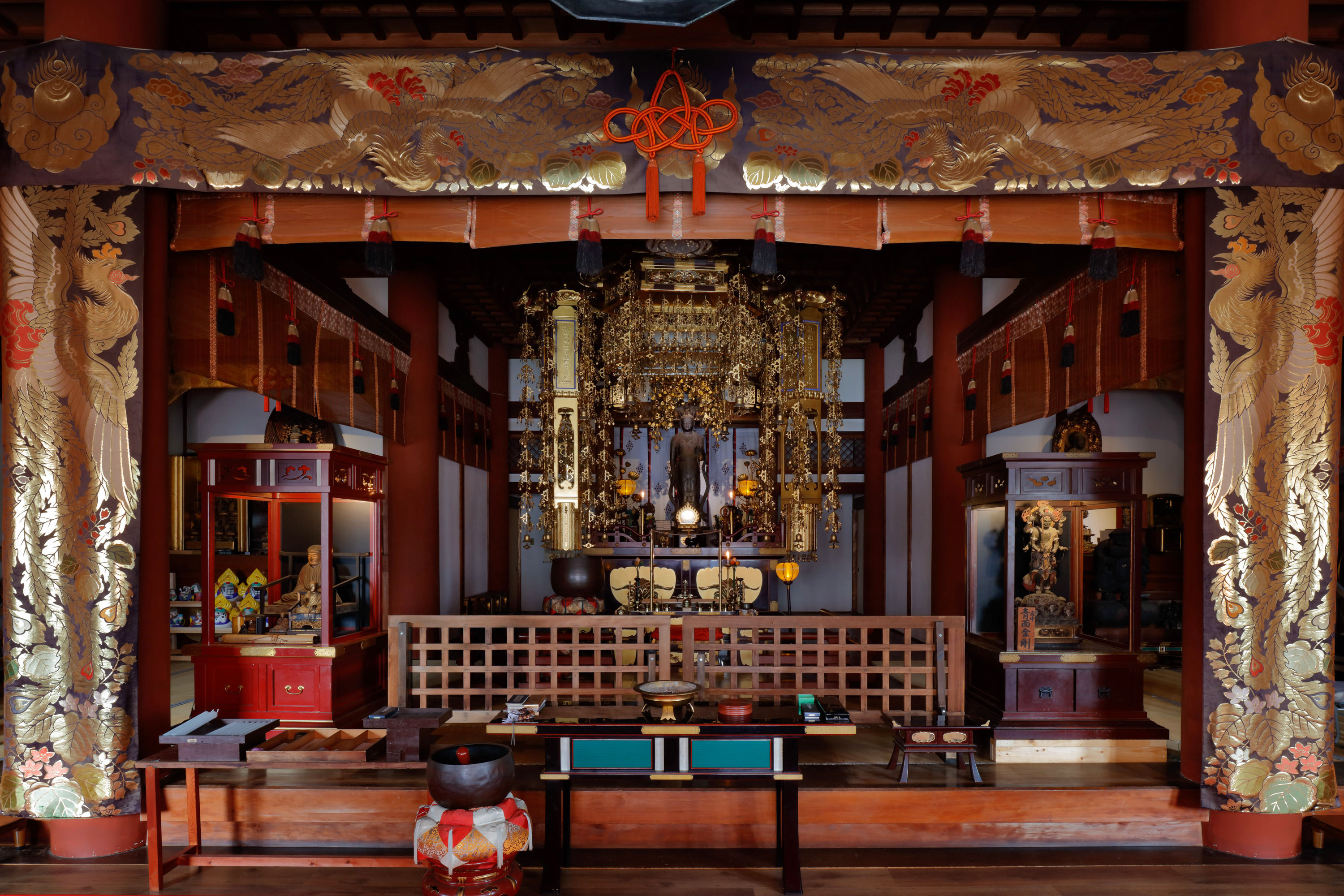
本堂内部
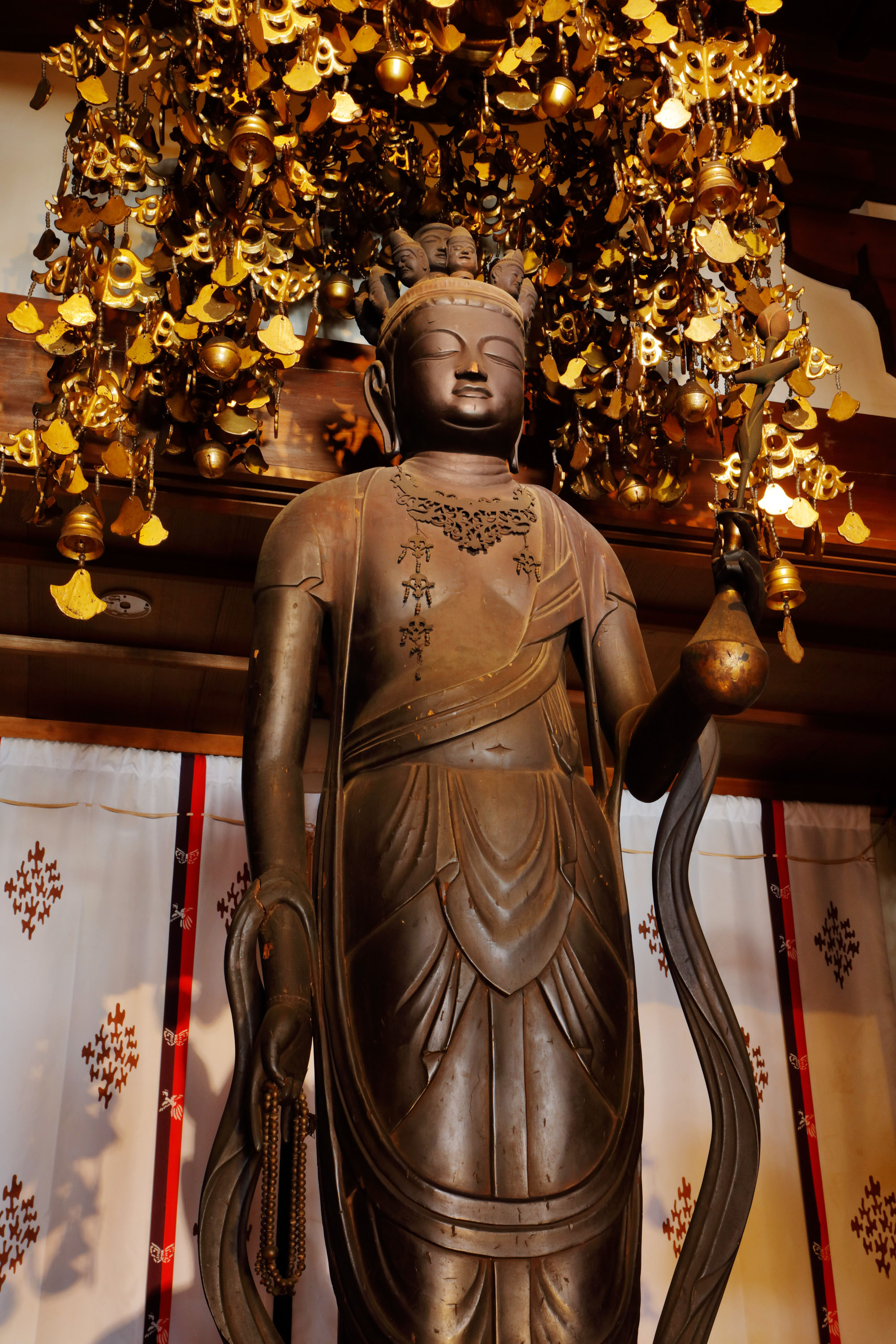
お前立十一面観世音菩薩
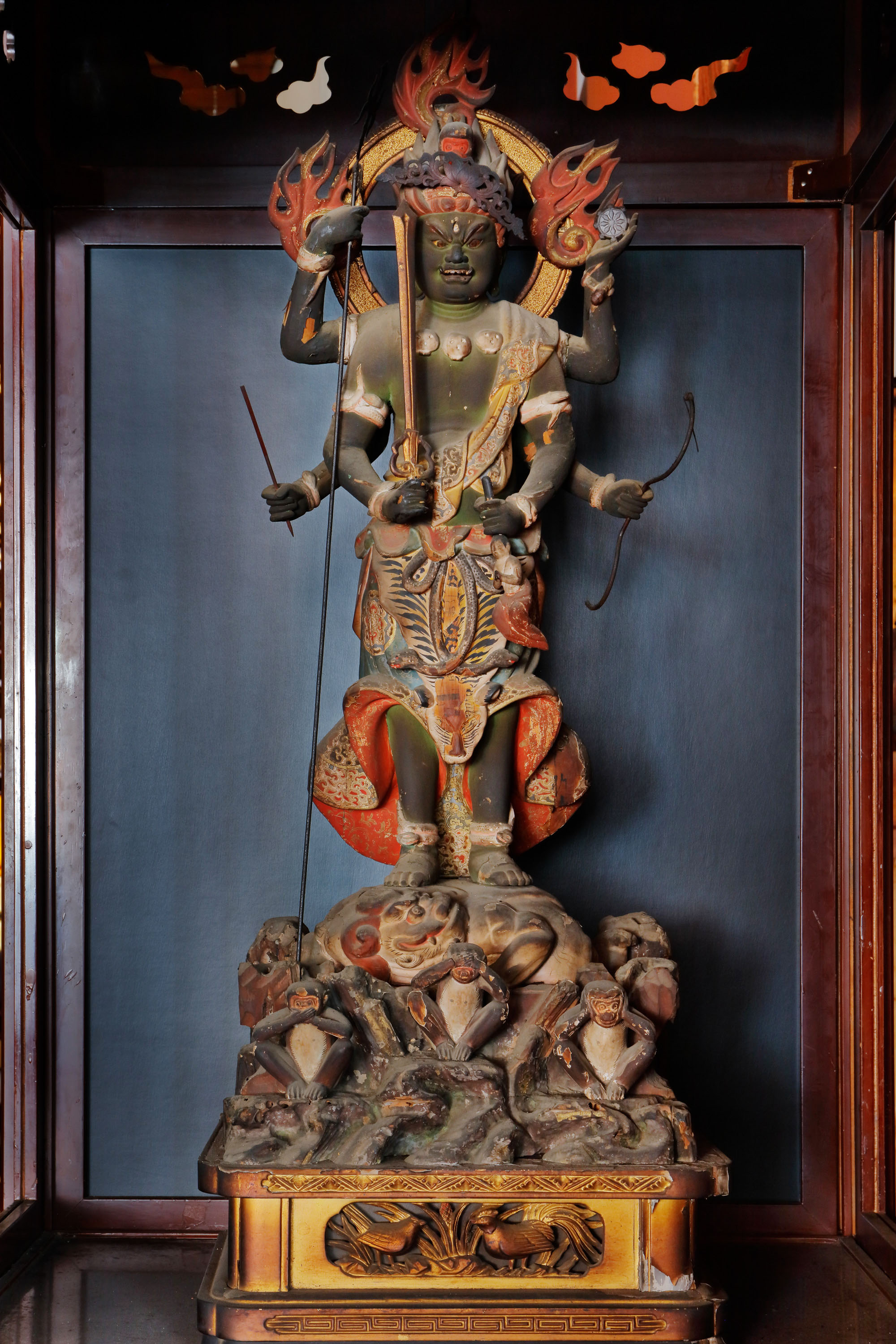
青面金剛
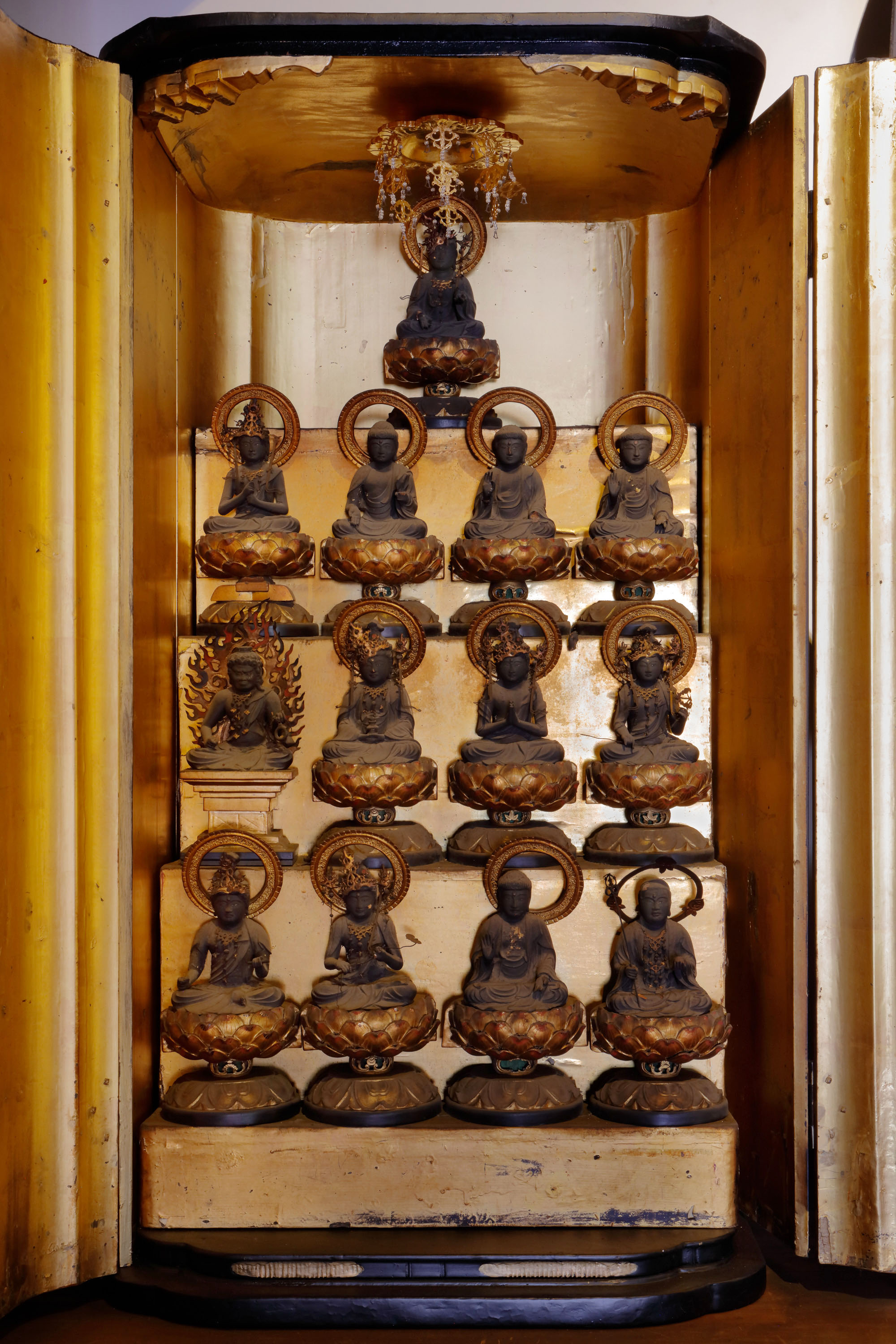
十三仏